# Stoffstromanalyse
Die Stoffstromanalyse ist ein Instrument zur Implementierung und Durchführung eines erfolgreichen Stoffstrommanagements. Aus den unterschiedlichen Zielsetzungen der einzelnen Stoffstrommanagementformen ergeben sich auf methodischer Ebene eine Vielzahl methodischer Ansätze zur Modellbildung von Stoffstromsystemen.

## Stoff- und Energiebilanzen
Der einfachste Ansatz, um Stoffsysteme abzubilden, sind Stoff- und Energiebilanzen, die in der Praxis in Form von Betriebs-, Prozess- und Produktbilanzen (Ökobilanz) erstellt werden. Stoff- und Energiebilanzen sind die praktische Anwendung des ersten Hauptsatzes der Thermodynamik (Thermodynamik). Betriebsbilanzen bilden die Stoffströme einer einzelnen Unternehmung für einen bestimmten Bilanzzeitraum ab (Fresner, J. et al. (2009), Seite 65). Prozessbilanzen sind das Resultat einer stofflichen und energetischen Bilanzierung einzelner oder mehrerer, hintereinander geschalteter Prozessschritte einer Anlage oder eines Verfahrens. Produktbilanzen hingegen bilden die Stoffströme eines Produktes über den gesamten Produktlebenszyklus ab (oft wird die Produktökobilanz heute einfach als Ökobilanz bezeichnet, engl. Life-Cycle Assessment).

## Erfassung
Die Bilanzierung geht von einer komplett empirischen Erfassung aller Stoff- und Energieströme und -bestände aus und kann buchhalterisch erfolgen. Unter Annahme einer massenmäßigen und ggf. energetischen Bilanzerhaltung können die empirisch erhobenen Daten auf Stimmigkeit geprüft werden oder fehlende Größen als Differenz aus der Massenbilanz berechnet werden. Ein solches Modell eignet sich somit in begrenztem Maße zur Abbildung interner Abhängigkeiten. In der betrieblichen Praxis lässt sich jedoch die Massen- und Energiebilanz oftmals nicht ausgleichen bzw. nur unter Mitbilanzierung ökonomisch und ökologisch bedeutungsloser Materialien. Zudem steht der Erhebungsaufwand in keinem Verhältnis zu den neu gewonnenen Aussagen.

## Modellierung

### Statisch
Die statische Modellierung setzt Kenntnisse über die Transformationsprozesse voraus, d. h., sie erstellt ein Prozessmodell auf der Basis der Abbildung von Abhängigkeitsverhältnissen der Input-, Output- und Bestandsgrößen. Durch Lösung linearer Gleichungssysteme lassen sich so aus wenigen, empirisch erhobenen Stoffströmen alle anderen Ströme berechnen. Die statische Modellierung ermöglicht die Berechnung von Stoffströmen in Zyklen (z. B. Recyclingströme) und ist szenariofähig. So können jedoch nur lineare Abhängigkeiten abgebildet werden, derweil in realen Produktionsprozessen auch nichtlineare Abhängigkeiten auftreten (vgl. Abhängigkeiten von Input- und Outputströmen von technischen oder chemischen Prozessparametern in der chemischen Industrie).

### Dynamisch
Die dynamische Modellierung ergänzt die bisher statischen Prozessmodelle um zeitabhängige Rechnungen. Die einfachste Möglichkeit statische Prozessmodelle zu dynamisieren, ist dabei die Etablierung einer Periodenrechnung.
Weitere Ansätze verzichten auf eine rein lineare Beschreibung von Transformationsprozessen und führen nichtlineare Abhängigkeiten ein. Solche Systeme lassen sich dann aber nicht mehr durch lineare Gleichungssysteme lösen, sondern erfordern andere Verfahren, wie zum Beispiel die Iteration von Systemen.

### Praxisnah
In der Literatur werden hierzu nur wenige, relativ unpräzise gehaltene Aussagen formuliert. Zum Vorgehen der Datenerhebung schlägt (Spengler, T. (1998), S. 27) vor: „Durch Befragung der zuständigen Mitarbeiter sowie über EDV werden zur Erstellung der Betriebsbilanz sämtliche Hilfs- und Betriebsstoffe, Materialien, Energien, Abfälle, Abluft, Lärm und Abwässer, die die Bilanzgrenzen des Unternehmens überschreiten, mit Mengenangaben erfaßt.“ Zusätzlich wird darauf verwiesen: „Bei der Erstellung der Prozessbilanz ist darüber hinaus eine Zuordnung der Stoff- und Energieströme zu den einzelnen Prozessschritten vorzusehen.“ Wie diese Empfehlung jedoch umzusetzen ist, wird nicht ausgeführt. Der wichtigste Aspekt bei der dezidierten Erfassung der für die jeweilige Organisation relevanten Stoff- und Energieströme ist die Einrichtung geeigneter Messstellen an den neuralgischen Punkten des Prozesses. Beispielsweise kann für die Erfassung der Abfallströme eines Produktionsbetriebs eine für einen Untersuchungszeitraum von z. B. 4 Wochen durchgeführte Wägung der Sammelbehälter exakt Aufschluss über die an den einzelnen Stellen des Produktionsprozesses anfallenden Abfallmengen geben. Nur auf diese Weise können Aussagen über besonders kritische Prozesse oder Prozessschritte getroffen werden. Das Verhältnis von Aufwand zu Nutzen kann hierbei im Vorfeld durch eine qualitative Beurteilung der zu erwartenden Potenziale bestimmt werden. Im Regelfall ist die Entscheidung für die Durchführung einer so verstandenen Stoffstromanalyse jedoch sehr stark von dem ökologisch-ökonomischen Zielsystem des Unternehmens abhängig. Stoffstromanalysen sind eine gute Basis zur Analyse der betrieblichen Umweltauswirkungen im Rahmen des betrieblichen Umweltmanagement (z. B. nach ISO 14001 oder EMAS) zur Beschreibung von Stoffverlusten und zur Lokalisierung von Ansatzpunkten für Verbesserungen.

### Stoffstromnetze
Ein methodisch ausgereifter Ansatz zur Abbildung komplexer Stoffstromsysteme sind Stoffstromnetze. Stoffstromnetze greifen einige methodische Fragestellungen aus den vorangestellten Ansätzen auf, verwenden dazu aber keine linearen Gleichungssysteme, sondern bedienen sich spezieller Graphen, die auf sogenannten Petri-Netzen basieren.

## Darstellung
Ein Ansatz zur Beschreibung von Stoffsystemen sind sogenannte Fließbilder (flow sheets), wie sie in der Verfahrenstechnik zur Darstellung stofflicher und energetischer Flüsse verwendet werden. Fließbilder können Prozesse oder Anlagen sowohl qualitativ als auch quantitativ beschreiben. Ein Beispiel für ein qualitativ-quantitativ beschreibendes Fließbild sind die sogenannten Sankey-Diagramme, bei denen die Pfeilbreite der Stoffflüsse deren Quantität entspricht. Sowohl Stoff- und Energiebilanzen, als auch Fließbilder sind rein deskriptive Modelle von Stoffstromsystemen. Sie sind jedoch die Grundlage einer systematischen Bewertung der Effizienz der Stoffnutzung (Cleaner Production).